# Балістична ракета

Траєкторії трьох об'єктів (кут запуску — 70°). Чорний об'єкт не відчуває жодного опору і рухається по параболі. На блакитний об'єкт діє сила, величина якої визначається згідно із законом Стокса, а на зелений об'єкт — сила, що визначається законом в'язкості Ньютона.

Балістична ракета (англ. «Ballistic missile») — різновид ракетної зброї. Велику частину польоту вона здійснює по некерованій балістичній траєкторії, на яку впливає лише аерогідродинамічний опір.

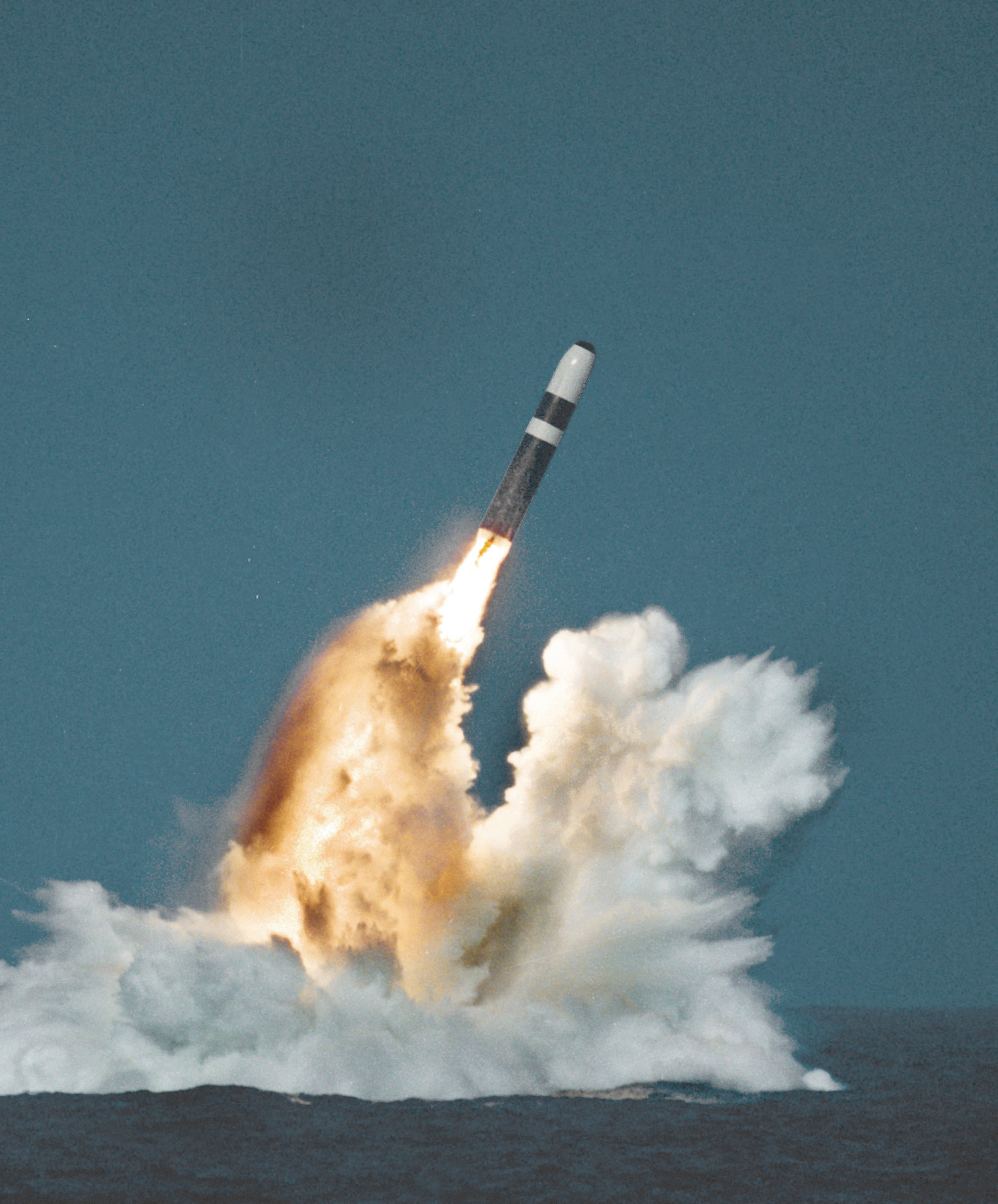
Пуск БРПЧ Trident II з підводного човна

Потрібні швидкість і напрямок польоту балістичній ракеті надає на активній ділянці польоту система керування польотом ракети. Велика дальність (понад 5000 км) зумовлює вихід за межі атмосфери в середній ділянці траєкторії. Після вимкнення двигуна залишок шляху бойова частина, яка є корисним навантаженням ракети, рухається балістичною траєкторією. Балістичні ракети можуть бути багатоступеневими; у цьому разі після досягнення заданої швидкості відпрацьовані ступені відкидаються. Така схема дозволяє зменшити поточну вагу ракети, тим самим дозволяючи збільшити її швидкість.
Балістичні ракети можуть запускатися з різноманітних пускових установок: стаціонарних — шахтних або відкритих, мобільних — на базі колісного або гусеничного шасі, літаків, кораблів і підводних човнів.
За відстанню застосування балістичні ракети поділяються на стратегічні та тактичні. Приблизний поділ ракет за дальністю польоту:
- Тактична балістична ракета (менше 300 км);
- Балістична ракета малої дальності (500—1000 км);
- Балістична ракета середньої дальності (1000—3000 км);
- Балістична ракета проміжної дальності (3000—5500 км);
- Міжконтинентальна балістична ракета (понад 5500 км).

Міжконтинентальні ракети та ракети середньої дальності часто використовують як стратегічні та оснащують ядерними боєголовками. Їхньою перевагою перед літаками є малий час підльоту (менш ніж пів години за міжконтинентальної дальності) і велика швидкість головної частини, що дуже ускладнює їхнє перехоплення навіть сучасною системою ПРО.
Перші теоретичні роботи, пов'язані із зазначеним класом ракет, провів К. Е. Ціолковський, що з 1896 року систематично розробляв теорію руху реактивних апаратів. 10 травня 1897 року в рукописі «Ракета» К. Е. Ціолковський вивів формулу (формула Ціолковського), яка встановила залежність між:
- швидкістю ракети в будь-яку мить, що розвивається під впливом тяги ракетного двигуна;
- питомим імпульсом ракетного двигуна;
- масою ракети в початковий і кінцевий миті часу.

## Історія
У 1917 році Роберт Годдард зі Смітсонівського інституту в США запатентував винахід, що значно підвищував ефективність роботи силової установки шляхом застосування сопла Лаваля на рідинному ракетному двигуні. Це рішення вдвічі підвищувало ефективність ракетного двигуна і мало величезний вплив на подальші роботи Германа Оберта та команди Вернера фон Брауна.
У 1920-х роках наукові дослідження та експериментальні роботи з розроблення ракетних технологій вели кілька держав. Однак завдяки експериментам у галузі рідинних ракетних двигунів і систем управління лідером у розробленні технологій балістичних ракет стала Німеччина.
Робота команди Вернера фон Брауна дозволила німцям розробити та освоїти повний цикл технологій, необхідних для виробництва балістичної ракети Фау-2 (V2), що стала не тільки першою у світі бойовою балістичною ракетою серійного виготовлення, а й першою, яка отримала бойове застосування (8 вересня 1944 року). Надалі Фау-2 стала відправною точкою та основою для розвитку технологій ракет-носіїв народногосподарського призначення і бойових балістичних ракет як в колишньому СРСР, так і в США, які незабаром стали лідерами в цій галузі.
Створення радянських балістичних ракет спочатку також базувалося на копіюванні німецької техніки. Другим етапом була модернізація німецьких ракет (потрібно було забезпечити вдвічі більшу польотну дальність), а третій етап — їхнє подальше вдосконалення. Уже в перших вдосконалених радянських ракетах Р-2 і Р-5 водний етанол, який використовували німці, було замінено більш енергоємною сумішшю ізопропанолу та метанолу. Зі створенням першої радянської стратегічної ракети Р-5М ресурси вдосконалення трофейного німецького двигуна були повністю вичерпані, і міжконтинентальна ракета Р-7 була вже принципово новим виробом.

## Політ
Для подолання великих відстаней балістичні ракети зазвичай запускаються у високий суборбітальний космічний політ. Для міжконтинентальних ракет найбільша висота (апогей), якої досягають під час вільного польоту, становить приблизно 4 500 км. Траєкторія балістичної ракети складається з трьох частин або фаз: активної фази, маршової фази та термінальної фази. Для успішного переходу з однієї фази в іншу потрібні спеціальні системи та можливості.
Активна фаза — це ділянка активного польоту, що починається із запуску двигунів і завершується закінченням активного польоту. Ділянка активного польоту може тривати від кількох десятих секунди до кількох хвилин і може складатися з декількох ракетних ступенів. Внутрішні комп'ютери утримують ракету на запрограмованій траєкторії. На багатоступеневих ракетах відокремлення ступенів (за винятком будь-яких післярозгінних блоків або платформи РГЧ ІН) відбувається переважно під час активної фази.
Маршова фаза є найдовшою в траєкторії ракети і починається із завершенням активного польоту. Коли паливо вичерпується, тяга більше не створюється, і ракета входить у вільний політ. Під час цієї фази ракета, що тепер складається переважно з бойової частини або корисного навантаження, а також можливо систем протидії та малих двигунів для подальшого наведення на ціль, досягає своєї найбільшої висоти і може пролітати в космосі тисячі кілометрів (або навіть невизначено довго у випадку деяких систем, здатних до частково-орбітального польоту) зі швидкістю від 7,5 до 10 кілометрів за секунду (4 до 5 морських миль на секунду).
Останньою фазою в траєкторії ракети є термінальна фаза або фаза входу в атмосферу, що починається з входу ракети в атмосферу Землі (якщо політ був екзоатмосферний), де атмосферний опір відіграє значну роль у траєкторії ракети, і триває до удару ракети. Головні частини входять в атмосферу Землі на дуже високих швидкостях, порядку 6—8 кілометрів за секунду (22 000—29 000 км/год; 13 000—18 000 миля/год) для міжконтинентальних дистанцій. На початку цієї фази траєкторія ракети все ще відносно добре визначена, хоча коли ракета досягає щільніших шарів атмосфери, на неї все більше впливають гравітація та аеродинамічний опір, що може вплинути на місце її приземлення.

## Вага що закидається
Максимальна вага, що закидається або кидальна вага (англ. «Throw-weight») — це міра ефективної ваги бойового навантаження балістичних ракет. Вона вимірюється в кілограмах або тоннах. Кидальна вага дорівнює загальній масі боєголовок ракети, блоків повторного входу в атмосферу, автономних механізмів розподілу, засобів прориву протиракетної оборони та будь-яких інших компонентів, що є частиною доставленого бойового навантаження, але не включає масу самої ракети (наприклад, стартового прискорювача чи пального для запуску).
Кидальна вага може стосуватися будь-якого типу боєголовок, але в сучасному контексті зазвичай використовується переважно для позначення ядерних або термоядерних бойових частин. У минулому цей показник також враховувався під час проєктування військово-морських кораблів та визначення кількості й калібру їхніх гармат.
Кидальна вага використовувалася як критерій для класифікації різних типів ракет під час переговорів про обмеження стратегічних озброєнь (SALT) між Радянським Союзом і Сполученими Штатами. Цей термін став політично спірним під час дебатів щодо договору про контроль над озброєннями, оскільки критики угоди стверджували, що радянські ракети можуть нести більші бойові навантаження, що дозволяє СРСР підтримувати вищу кидальну вагу порівняно з американськими ракетами, які мали приблизно таку ж кількість, але меншу вантажопідйомність.
Ракети з найважчими бойовими навантаженнями у світі — це радянська/російська Р-36М (SS-18) та китайська DF-5 (CSS-4). Станом на 2017 рік Росія розробляла нову важку міжконтинентальну балістичну ракету на рідкому паливі під назвою Сармат.

## Квазібалістичні ракети
Квазібалістична ракета — це категорія БРМД, що є переважно балістичною, але може виконувати маневри під час польоту або здійснювати неочікувані зміни напрямку та дальності. Великі керовані ракети РСЗВ з дальністю, порівнянною з БРМД, іноді категоризують як квазібалістичні ракети.

### Список квазібалістичних ракет
Індія
- Шаур'я (активна)[17]
- Пралай (активна)[18]

Ізраїль
- LORA (активна)

Радянський Союз / Росія
- Іскандер (активна)

Сполучені Штати
- MGM-140 ATACMS (активна)[19]
- Precision Strike Missile (PrSM) (активна)[20]

## Гіперзвукова балістична ракета
Багато балістичних ракет досягають гіперзвукових швидкостей (тобто Мах 5 і вище) при входженні в атмосферу з космосу. Однак у загальноприйнятій військовій термінології термін «гіперзвукова балістична ракета» зазвичай застосовується лише до тих, які можуть маневрувати перед ураженням цілі і не слідують простій балістичній траєкторії.

## Цікаві факти
Військовий експерт Фабіан Гінц з Міжнародного інституту стратегічних досліджень припускає, що масована ракетна атака Ірану проти Ізраїлю 1 жовтня 2024 року, з використанням до 200 ракет, стала найбільшою атакою балістичними ракетами в історії людства. Згідно повідомлення німецького видання Spiegel, в деяких окремих місцях, Ірану вдалося подолати багатошарову протиракетну оборону Ізраїлю.